# Cottesmore
Cottesmore is een civil parish in het bestuurlijke gebied Rutland, in het Engelse graafschap Rutland met 2062 inwoners.